# Tuberculanostoma antennatum
Tuberculanostoma antennatum är en tvåvingeart som beskrevs av Fluke 1943. Tuberculanostoma antennatum ingår i släktet Tuberculanostoma och familjen blomflugor. Inga underarter finns listade i Catalogue of Life.